# Bruno Gaudin
Pour les articles homonymes, voir Gaudin.
Bruno Gaudin est un architecte français né en 1959, fils de l'architecte Henri Gaudin, avec lequel il reçoit le Prix de l'Équerre d'argent en 1994 pour la rénovation du stade Charléty à Paris.
Outre le stade Charléty, il travaille avec son père Henri Gaudin sur la réalisation de la bibliothèque Denis Diderot de l'École normale supérieure de Lyon, avant de fonder sa propre agence avec Virginie Brégal en 1998. En 2009, l’agence a conçu la restructuration du site de la bibliothèque universitaire de Rennes, installée dans un ancien séminaire construit par Labrouste et agrandi dans les années 1950,.
L'un de ses projets les plus célèbres est la réhabilitation-rénovation du quadrilatère Richelieu, site historique de la Bibliothèque nationale de France, aux côtés de l'architecte des monuments historiques Jean-François Lagneau. On lui doit notamment la restauration de la salle Labrouste et du magasin central attenant, mais aussi son choix de démolir l'escalier d'honneur de Jean-Louis Pascal, classé monument historique, ce qui fera l'objet d'une longue polémique,.
Bruno Gaudin est parallèlement enseignant à l’École d’architecture de Paris-La Villette.

## Prix
- 1994 : Prix de l'Équerre d'argent avec son père Henri Gaudin pour le Stade Charléty Paris 13e[2].

## Projets réalisés
- 2000 : Bibliothèque Diderot de l'École normale supérieure de Lyon, Lyon (avec son père Henri Gaudin)
- 2000 : Musée national des arts asiatiques - Guimet, Paris (avec son père Henri Gaudin)
- 2008 : Centre culturel de Chine, Paris (en association avec Fernier & Associés)
- 2008 : Archives départementales de la Loire-Atlantique, Nantes
- 2009 : Restructuration de la bibliothèque universitaire de Rennes, Rennes
- 2013 : Médiathèque de Clisson
- 2015 : Médiathèque de Stains
- 2016 : Les Tanneries, Amilly
- 2016 : Rénovation du Quadrilatère Richelieu - zone 1, Paris
- 2017 : Bibliothèque La Contemporaine, Université de Paris-Nanterre